# Limoux (quận)
Quận Limoux là một quận của Pháp, nằm ở tỉnh Aude, ở vùng Occitanie. Quận này có 8 tổng và 149 xã.

## Các đơn vị hành chính

### Các tổng
Các tổng của quận Limoux là: 
1. Alaigne
2. Axat
3. Belcaire
4. Chalabre
5. Couiza
6. Limoux
7. Quillan
8. Saint-Hilaire

### Các xã
Các xã của quận Limoux, và mã INSEE là: 
| 1. Ajac (11003)                    | 2. Alaigne (11004)                                 | 3. Alet-les-Bains (11008)              | 4. Antugnac (11010)                      |
| 5. Arques (11015)                  | 6. Artigues (11017)                                | 7. Aunat (11019)                       | 8. Axat (11021)                          |
| 9. Belcaire (11028)                | 10. Belcastel-et-Buc (11029)                       | 11. Belfort-sur-Rebenty (11031)        | 12. Bellegarde-du-Razès (11032)          |
| 13. Belvianes-et-Cavirac (11035)   | 14. Belvis (11036)                                 | 15. Belvèze-du-Razès (11034)           | 16. Bessède-de-Sault (11038)             |
| 17. Bourigeole (11046)             | 18. Bouriège (11045)                               | 19. Brenac (11050)                     | 20. Brugairolles (11053)                 |
| 21. Brézilhac (11051)              | 22. Bugarach (11055)                               | 23. Cailhau (11058)                    | 24. Cailhavel (11059)                    |
| 25. Cailla (11060)                 | 26. Cambieure (11061)                              | 27. Campagna-de-Sault (11062)          | 28. Campagne-sur-Aude (11063)            |
| 29. Camps-sur-l'Agly (11065)       | 30. Camurac (11066)                                | 31. Cassaignes (11073)                 | 32. Castelreng (11078)                   |
| 33. Caudeval (11080)               | 34. Caunette-sur-Lauquet (11082)                   | 35. Chalabre (11091)                   | 36. Clermont-sur-Lauquet (11094)         |
| 37. Comus (11096)                  | 38. Conilhac-de-la-Montagne (11097)                | 39. Corbières (11100)                  | 40. Coudons (11101)                      |
| 41. Couiza (11103)                 | 42. Counozouls (11104)                             | 43. Cournanel (11105)                  | 44. Courtauly (11107)                    |
| 45. Coustaussa (11109)             | 46. Cubières-sur-Cinoble (11112)                   | 47. Cépie (11090)                      | 48. Donazac (11121)                      |
| 49. Escouloubre (11127)            | 50. Escueillens-et-Saint-Just-de-Bélengard (11128) | 51. Espezel (11130)                    | 52. Espéraza (11129)                     |
| 53. Fa (11131)                     | 54. Fenouillet-du-Razès (11139)                    | 55. Ferran (11141)                     | 56. Festes-et-Saint-André (11142)        |
| 57. Fontanès-de-Sault (11147)      | 58. Fourtou (11155)                                | 59. Gaja-et-Villedieu (11158)          | 60. Galinagues (11160)                   |
| 61. Gardie (11161)                 | 62. Gincla (11163)                                 | 63. Ginoles (11165)                    | 64. Gramazie (11167)                     |
| 65. Granès (11168)                 | 66. Greffeil (11169)                               | 67. Gueytes-et-Labastide (11171)       | 68. Hounoux (11173)                      |
| 69. Joucou (11177)                 | 70. La Bezole (11039)                              | 71. La Courtète (11108)                | 72. La Digne-d'Amont (11119)             |
| 73. La Digne-d'Aval (11120)        | 74. La Fajolle (11135)                             | 75. La Serpent (11376)                 | 76. Ladern-sur-Lauquet (11183)           |
| 77. Lasserre-de-Prouille (11193)   | 78. Lauraguel (11197)                              | 79. Le Bousquet (11047)                | 80. Le Clat (11093)                      |
| 81. Lignairolles (11204)           | 82. Limoux (11206)                                 | 83. Loupia (11207)                     | 84. Luc-sur-Aude (11209)                 |
| 85. Magrie (11211)                 | 86. Malras (11214)                                 | 87. Malviès (11216)                    | 88. Marsa (11219)                        |
| 89. Mazerolles-du-Razès (11228)    | 90. Mazuby (11229)                                 | 91. Missègre (11235)                   | 92. Montazels (11240)                    |
| 93. Montfort-sur-Boulzane (11244)  | 94. Montgradail (11246)                            | 95. Monthaut (11247)                   | 96. Montjardin (11249)                   |
| 97. Mérial (11230)                 | 98. Niort-de-Sault (11265)                         | 99. Nébias (11263)                     | 100. Pauligne (11274)                    |
| 101. Peyrefitte-du-Razès (11282)   | 102. Peyrolles (11287)                             | 103. Pieusse (11289)                   | 104. Pomas (11293)                       |
| 105. Pomy (11294)                  | 106. Puilaurens (11302)                            | 107. Puivert (11303)                   | 108. Quillan (11304)                     |
| 109. Quirbajou (11306)             | 110. Rennes-le-Château (11309)                     | 111. Rennes-les-Bains (11310)          | 112. Rivel (11316)                       |
| 113. Rodome (11317)                | 114. Roquefeuil (11320)                            | 115. Roquefort-de-Sault (11321)        | 116. Roquetaillade (11323)               |
| 117. Routier (11328)               | 118. Rouvenac (11329)                              | 119. Saint-Benoît (11333)              | 120. Saint-Couat-du-Razès (11338)        |
| 121. Saint-Ferriol (11341)         | 122. Saint-Hilaire (11344)                         | 123. Saint-Jean-de-Paracol (11346)     | 124. Saint-Julia-de-Bec (11347)          |
| 125. Saint-Just-et-le-Bézu (11350) | 126. Saint-Louis-et-Parahou (11352)                | 127. Saint-Martin-Lys (11358)          | 128. Saint-Martin-de-Villereglan (11355) |
| 129. Saint-Polycarpe (11364)       | 130. Sainte-Colombe-sur-Guette (11335)             | 131. Sainte-Colombe-sur-l'Hers (11336) | 132. Salvezines (11373)                  |
| 133. Seignalens (11375)            | 134. Serres (11377)                                | 135. Sonnac-sur-l'Hers (11380)         | 136. Sougraigne (11381)                  |
| 137. Terroles (11389)              | 138. Tourreilles (11394)                           | 139. Tréziers (11400)                  | 140. Valmigère (11402)                   |
| 141. Verzeille (11408)             | 142. Villar-Saint-Anselme (11415)                  | 143. Villardebelle (11412)             | 144. Villarzel-du-Razès (11417)          |
| 145. Villebazy (11420)             | 146. Villefloure (11423)                           | 147. Villefort (11424)                 | 148. Villelongue-d'Aude (11427)          |
| 149. Véraza (11406)                |                                                    |                                        |                                          |